# 베를린 리히터펠데 오스트역
베를린 리히터펠데 오스트역(Bahnhof Berlin-Lichterfelde Ost)은 베를린 슈테글리츠첼렌도르프구 리히터펠데에 있는 철도역이다.

## 역사
1868년 9월 20일에 베를린-할레선의 장거리 열차 정차역으로 개업했다. 역 건설에는 기업가인 요한 안톤 빌헬름 폰카르스텐(Johann Anton Wilhelm von Carstenn)이 자금을 출자했다. 개통 당시 안할트선 선로는 지표면 높이에 위치했으며 승강장은 1면만 존재했다. 1876년부터 근교선 열차가 정차했다. 1881년에는 지멘스 운트 할스케에서 건설한 세계 최초의 노면전차 노선인 그로스리히터펠데 노면전차 종착역으로 지정되었다. 1884년 7월 15일에는 리히터펠데, 기센스도르프(Giesensdorf), 교외 농장 지구가 합쳐진 지자체가 탄생하면서 그로스리히터펠데(Groß-Lichterfelde)역으로 개칭되었다. 2년 후에 베를린-마그데부르크선에도 리히터펠데역이 개통했기 때문에 해당 노선의 리히터펠데역과의 혼동을 방지하기 위해서 노선의 기종점인 베를린과 할레의 B와 H를 추가한 그로스리히터펠데 B. H.(Groß-Lichterfelde B. H.)역으로 개칭되었다. 1899년 1월 1일에 그로스리히터펠데 오스트(Groß-Lichterfelde Ost)역으로 다시 개칭되었고, 장거리선 열차 전용 승강장이 추가로 설치되었다. 1901년에는 베를린 포츠담역 방면 근교선 승강장이 별도로 분리되었다.
1913년부터 1916년까지 선로 높이 상승 공사가 진행되었고, 승강장도 3면 6선으로 확대되었고 이외에 화물선 5선이 더 있었다. 현재 남아 있는 S반용 섬식 승강장 옆으로 근교선과 장거리선 승강장이 있었다. 제2차 세계 대전으로 역사가 파괴되면서 복구 과정에서 구조가 단순화되었다.
그로스리히터펠데가 대베를린 시행으로 베를린에 편입되면서 1925년에는 리히터펠데 오스트역, 1936년에는 베를린 리히터펠데 오스트역으로 개칭되었다.
1903년 6월부터 포츠담 순환선역에서 그로스리히터펠데 오스트역까지의 전동차 시험 운행이 시작되었다. 당시 사용한 전동차는 상면 접촉식 제3궤조, 직류 550V 전력을 사용했다. 시험 운행 종료 이후에도 영업 운행은 유지되었다. 1929년에는 S반 노선에 편입되면서 다른 직류 노선과 동일한 사양으로 개수되었다.
1952년에 베를린 안할트역이 폐지되면서 리히터펠데 오스트역의 장거리선 열차 승강장도 영업을 중단했고 S반 전용역으로 격하되었다. 1980년 서베를린 S반 파업 이후에도 다음 역이었던 리히터펠데 쥐트역까지의 노선은 유지되었다. BVG에서 서베를린 S반의 영업권을 양도받은 후 1984년부터 S반 운행이 중단되었다. 1980년대 후반 베를린 지하철 9호선의 연장 계획에는 랑크비츠를 경유하여 리히터펠데까지 연장하는 안이 있었고, 랑크비츠부터는 당시 사용되지 않았던 근교선을 공유할 예정이었다.
독일의 재통일 이후 S반 노선이 복구 및 재개통되었으며, 1995년 5월 28일부터 S반 운행이 재개되었다. 베를린 남북 장거리선 개통에 맞추어 장거리 열차선도 2006년 5월 28일부터 운행을 재개했다. 장거리 열차선 승강장은 과거의 섬식 승강장을 복원하지 않고 새로운 상대식 승강장을 건설했다. 베를린 도심 방면 승강장은 새로운 통로로 지상과 연결된다. 시외 방면 승강장은 과거의 장거리선 승강장 진입로를 통해서 연결된다. 과거의 근교선 승강장은 폐쇄되었다.
베를린 쥐트크로이츠-루트비히스펠데 구간의 완전한 복복선화 계획에서는 이 역의 장거리 열차선 승강장을 쌍섬식 승강장으로 확대하고, 폐쇄되었던 근교선 승강장을 복원할 것을 고려하고 있다.

## 시설
장거리 열차선 승강장은 남동쪽에 위치해 있으며, 2면 2선 상대식 승강장이다. S반 승강장은 북서쪽에 위치해 있으며, 1면 2선 섬식 승강장이다. 장거리 열차선 승강장에는 지붕이 설치되어 있지 않다. S반 승강장 북동쪽으로 인상선이 설치되어 있다.
과거 신호소는 2017년까지 레스토랑으로 사용되었고, 북서쪽 출입구에 또 다른 간이식당이 있다. 역사와 보행자 터널은 건축유산으로 지정되어 있다.
2007년 가을에 역 남동쪽으로 LIO 쇼핑 센터가 들어서면서 주차장 확보를 위해서 랑크비처 슈트라세와 인접한 동부 광장이 재조성되었다. 보행 환경에 지장을 주어서 주차장은 몇 년 후에 철거되었고, 일부 부지는 자전거 주차장으로 재활용되었다.

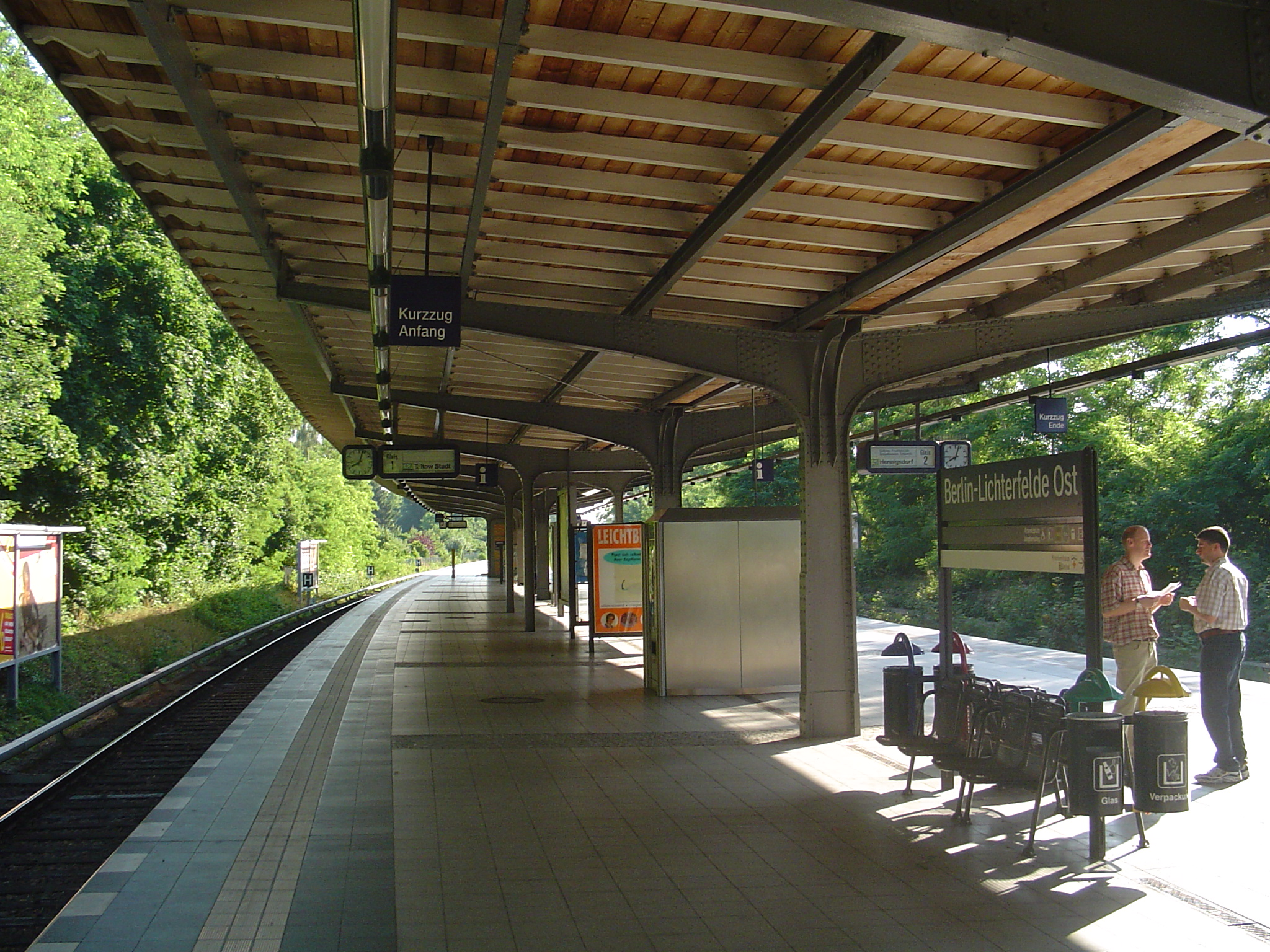
S반 승강장, 2006년
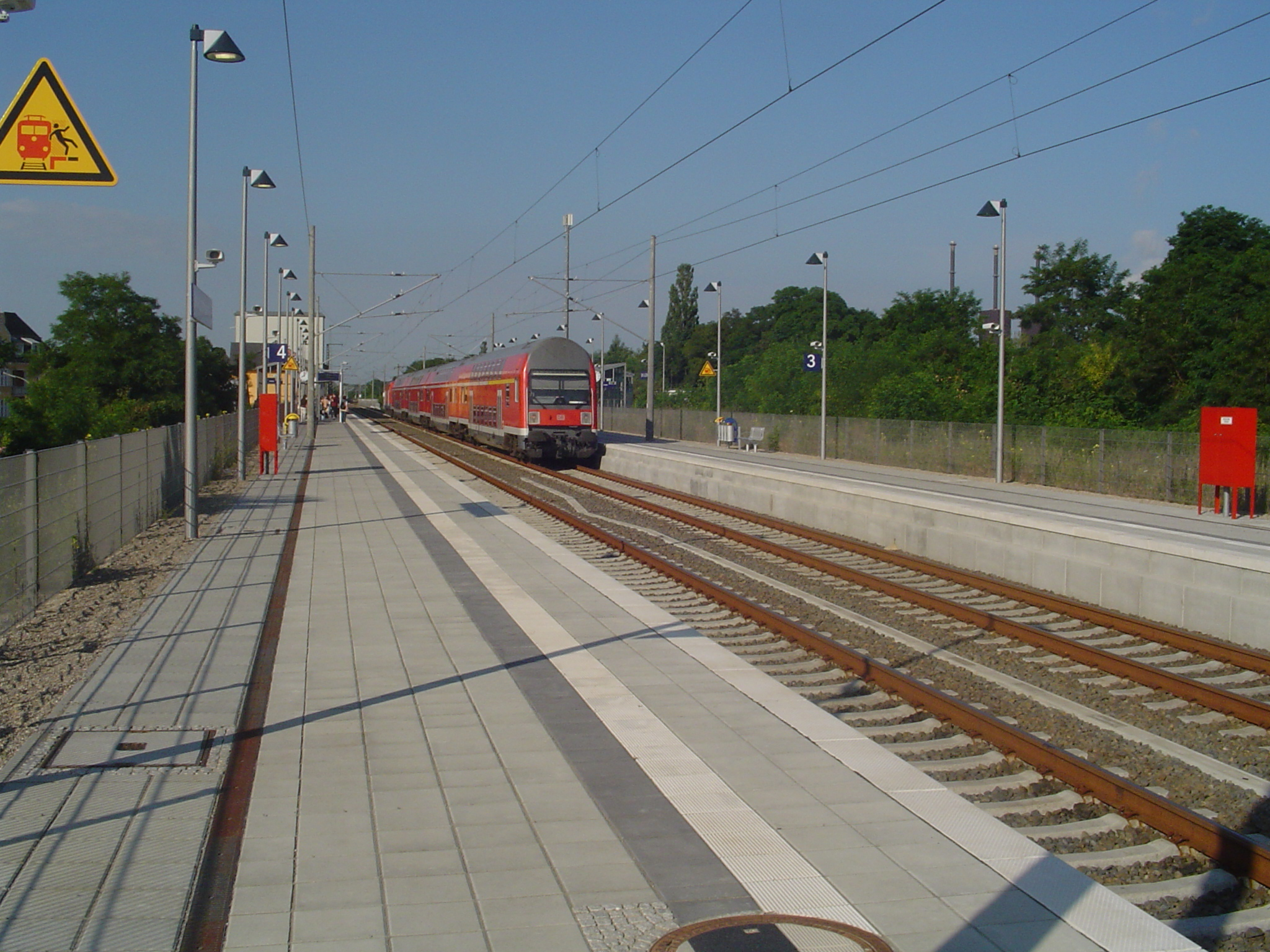
장거리선 승강장, 2006년
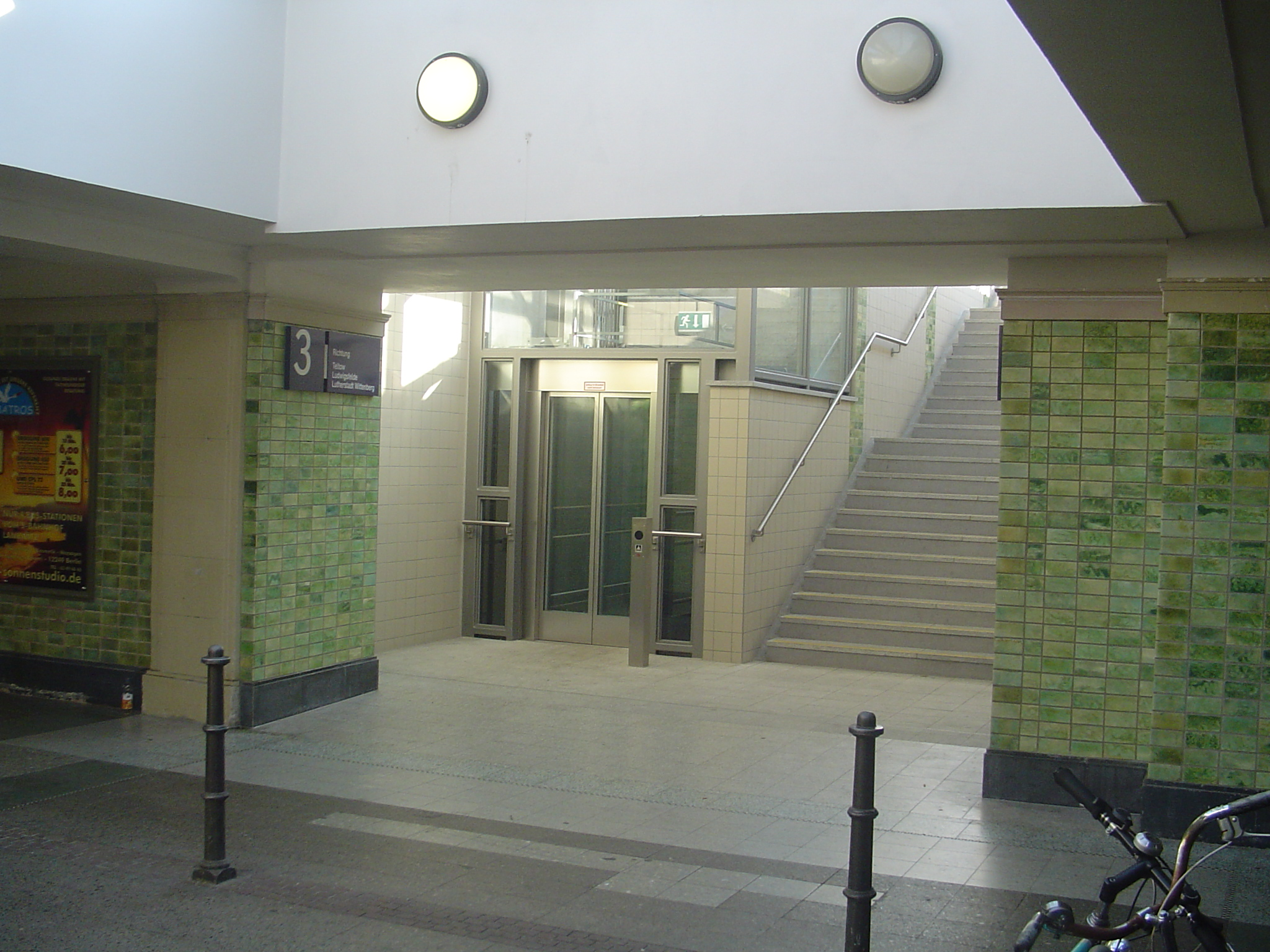
장거리선 승강장 진입 통로, 2006년
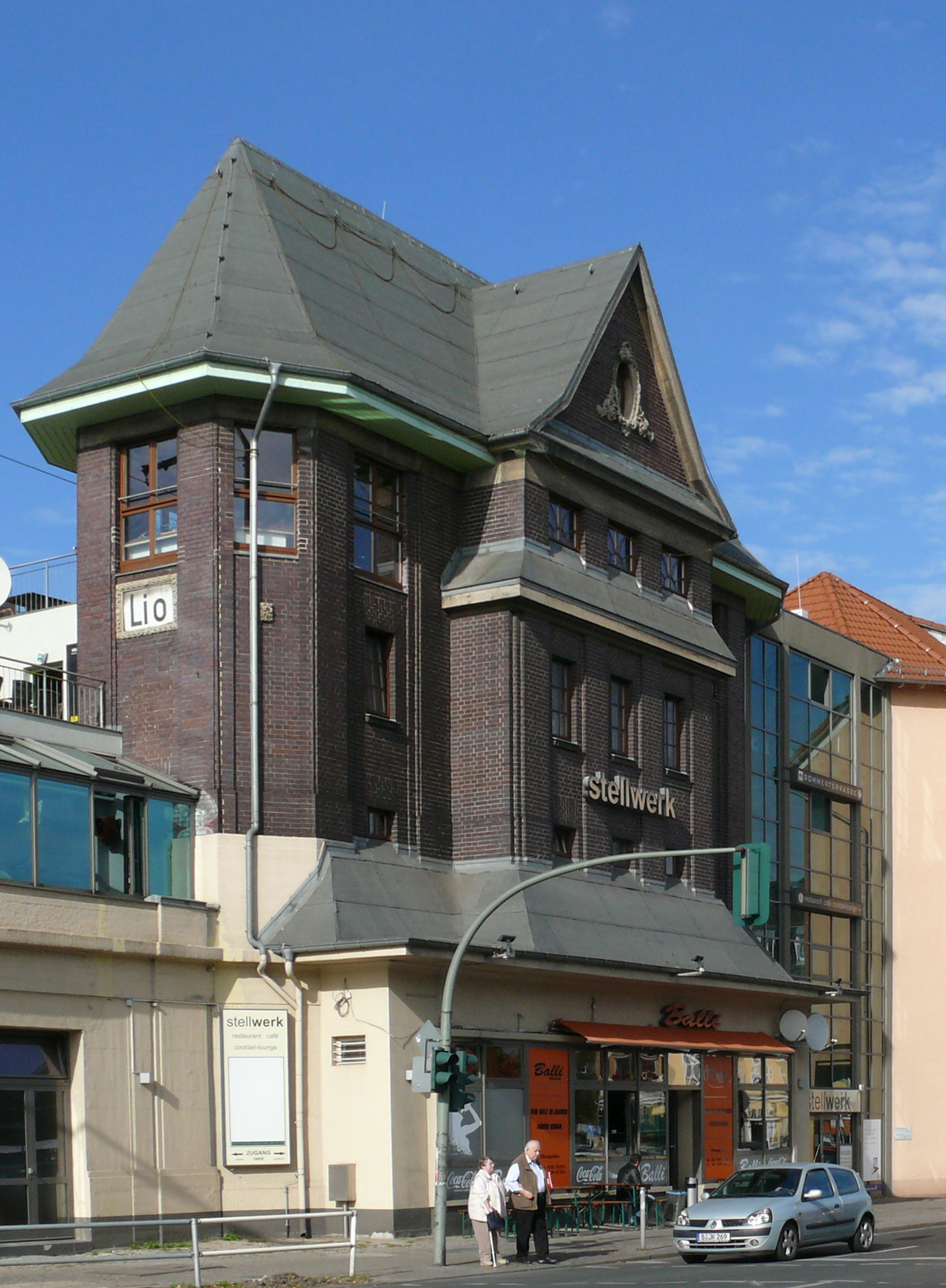
Lio 신호소 건물, 2012년
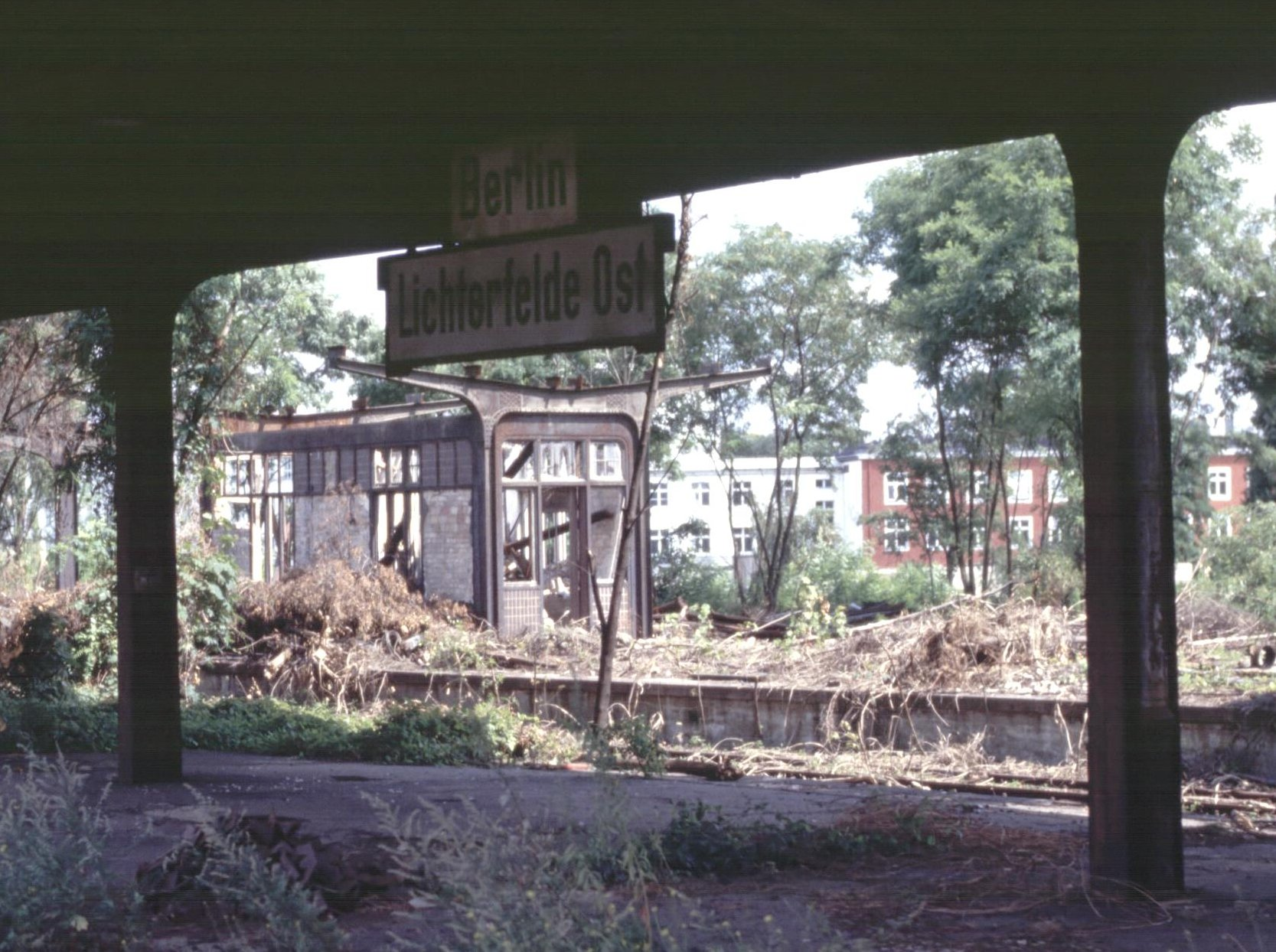
과거 장거리선 승강장, 1979년

## 인접 정차역
베를린 버스 184, 284, X11, M11, N84번과 환승할 수 있다.
| RE·RB                           | RE·RB | RE·RB                                                  |
| ------------------------------- | ----- | ------------------------------------------------------ |
| 텔토 루터슈타트 비텐베르크 방면 | RE 3  | 쥐트크로이츠 슈베트 (오데르)·슈트랄준트 방면           |
| 텔토 팔켄베르크 (엘스터) 방면   | RE 4  | 쥐트크로이츠 라테노 방면                               |
| 쥐트크로이츠 베를린 중앙역 방면 | RE 8  | 블랑켄펠데 엘스터베르다·핀스터발데 (노이라우지츠) 방면 |
| 베를린 S반                      |       |                                                        |
| 랑크비츠 헤니히스도르프 방면    | S25   | 오스도르퍼 슈트라세 텔토 슈타트 방면                   |
| 랑크비츠 블랑켄부르크 방면      | S26   | 오스도르퍼 슈트라세 텔토 슈타트 방면                   |